# Fylkesväg 6772
Fylkesväg 6772 är en sekundär fylkesväg som går mellan Nustad och Sulåmo i Meråkers kommun i Trøndelag fylke i Norge. Vägen är 22,8 kilometer lång.

## Korsande vägar
- Europaväg 14
- Fylkesväg 6778